# مارکوس آلونسو پنیا
مارکوس آلونسو پنیا (به اسپانیایی: Marcos Alonso) (١ اکتبر ١٩۵٩ – ٩ فوریهٔ ٢٠٢٣) بازیکن فوتبال اهل اسپانیا بود که از سال ۱۹۸۱ تا ۱۹۸۵ میلادی عضو تیم ملی فوتبال اسپانیا بوده و در ۲۲ بازی ملی حضور داشته‌ و ۱ گل به ثمر رسانده است. او پسر مارکیتو، بازیکن سابق رئال مادرید بود.